# Koutchouk
Le Koutchouk (Кучук) est une rivière de Russie sibérienne dont le cours de 121 km traverse le kraï de l'Altaï. La rivière prend sa source à dix kilomètres au sud du village de Voznessenka, dans le raïon de Robino, et se jette dans le lac de Koutchouk. Des réservoirs d'eau douce ont été construits sur son cours aux villages de Kaïaiouchka et de Nijni Koutchouk de trois millions de m3 chacun.
Les localités arrosées par le Koutchouk sont: Tsentralnoïe (à 1,5 km à l'ouest de la rivière), Voznessenka, Kaïaiouchka, Stepnoïe Koutchouk, Vekhni Nezamaï, Novotroïtsk et Nijni Koutchouk.

## Source
- (ru) Cet article est partiellement ou en totalité issu de l’article de Wikipédia en russe intitulé « Кучук (река) » (voir la liste des auteurs).